# ربه‌کا کتینگز
ربه‌کا کتینگز (انگلیسی: Rebecca Gethings؛ زادهٔ ۱۹۷۶) بازیگر اهل بریتانیا است. وی دانش‌آموختهٔ آکادمی هنرهای نمایشی وبر داگلاس است و از سال ۲۰۰۱ میلادی تاکنون مشغول فعالیت بوده‌است.
از فیلم‌ها یا مجموعه‌های تلویزیونی که وی در آن‌ها نقش داشته‌است، می‌توان به منتقد، ایست‌اندرز، سیاهی‌لشکر، پزشک‌ها، شهر هالبی، خانواده من، معاون رئیس‌جمهور، باز هم این دختر شروع کرد، دیوید برنت: زندگی در جاده و کازینو رویال اشاره نمود.